# لی سون-ئی
لی سون-ئی (انگلیسی: Lee Soon-ei؛ زادهٔ ۱۵ اکتبر ۱۹۶۵) بازیکن هندبال اهل کره جنوبی است.